# Xã Wessington, Quận Beadle, Nam Dakota
Xã Wessington (tiếng Anh: Wessington Township) là một xã thuộc quận Beadle, tiểu bang Nam Dakota, Hoa Kỳ. Năm 2010, dân số của xã này là 41 người.